# 酒見泰寛
酒見 泰寛（さけみ やすひろ、1965年 - ）は、日本の物理学者。理学博士（京都大学、1996年）。東北大学サイクロトロン・ラジオアイソトープセンター教授。専門分野は、原子核物理だが、特に原子物理、量子光学などとの異分野融合にも強く関心をもっている。
主にレーザー冷却不安定原子を用いた基礎物理・基本対称性の検証実験を推進する傍ら、放射性物質の医療分野などへの応用、中性子科学の展開など、広い視野をもって研究活動を行っている。
趣味は温泉旅行と絵画鑑賞。

## 略歴
- 1993年4月；大阪大学・核物理研究センター・教務補佐員
- 1993年7月；東京工業大学理工学研究科基礎物理学専攻・助手
- 1996年；京都大学大学院理学研究科物理学第二専攻博士後期課程修了・理学博士取得
- 2001年4月；大阪大学・核物理研究センター・助教授
- 2006年12月 - 現在；東北大学・サイクロトロン・ラジオアイソトープセンター・教授

## 役歴
- 大阪大学・核物理研究センター・研究計画検討専門委員会委員長（2008年、2001年〜2008年：委員）
- 大阪大学・核物理研究センター・運営委員会委員（2001年〜）
- 大阪大学・安全衛生委員会委員（2001年〜2006年：核物理研究センター・安全衛生管理責任者）（平成16年・第1種衛生管理責任者取得）
- 文部科学省・学術調査官（2007年〜2009年）
- PTEP (Progress of Theoretical and Experimental Physics) 編集委員
- JPSJ (Journal of the Physical Society of Japan) 編集委員（2011年〜）
- 日本物理学会・実験核物理領域・領域副代表(2013-2014)
- 核物理委員会委員（2012年〜）
- 核物理プログラム委員会委員（2011年〜）
- 東北大学・総長特別補佐（企画担当）
- 東北大学・サイクロトロン・ラジオアイソトープセンター・理工利用部会長
- 東北大学・サイクロトロン・ラジオアイソトープセンター・副センター長

## 所属学会
- 日本物理学会

## 参考資料
1. 東北大学サイクロトロン・ラジオアイソトープセンター測定器研究部
2. 東北大学研究者紹介酒見泰寛
3. 科学研究費助成事業データベース酒見泰寛
4. パリティ執筆者・翻訳者紹介